# الركنة (بلاد الطعام)

تعديل مصدري - تعديل

الركنة هي إحدى قرى عزلة بني عبد الكريم بمديرية بلاد الطعام التابعة لمحافظة ريمة، بلغ تعداد سكانها 485 نسمة حسب تعداد اليمن لعام 2004.